# Хегар, Эмиль
Эмиль Хегар (нем. Emil Hegar, в старых русских источниках Гегар; 3 января 1843, Базель — 13 июня 1921, там же) — швейцарский виолончелист и музыкальный педагог. Брат Фридриха Хегара, отец оперного певца Петера Хегара.
Учился в Лейпцигской консерватории у Фридриха Грюцмахера, затем у Карла Давыдова. В 1866 году стал первой виолончелью оркестра Гевандхауза и начал преподавать в консерватории. В 1871 году был первым исполнителем Первой сонаты для виолончели и фортепиано Иоганнеса Брамса (вместе с Карлом Райнеке), а также сонаты Юлиуса Рёнтгена, которая была ему посвящена. Другое произведение, посвящённое Хегару, — концерт для виолончели с оркестром Юхана Свенсена, также написанный в 1871 году (Свенсен и Хегар учились вместе; адресат и в этом случае выступил первым исполнителем, Оркестром Гевандхауза дирижировал Фердинанд Давид). Учеником Хегара был Юлиус Кленгель.
Однако уже в 1874 году из-за нервного заболевания Хегар был вынужден оставить не только исполнительскую карьеру, но и преподавание виолончели. Тогда он поступил в обучение к известному вокальному педагогу Юлиусу Штокхаузену и в дальнейшем преподавал пение. Ученицей Хегара была, в частности, известная певица Мария Филиппи.